# 監物
監物（けんもつ）は、律令制において中務省に属した品官（ほんかん）。

## 職掌
監物は中務省直属の官で諸官庁の倉庫の鍵を管理・出納事務の監察に携わった。そのため鍵を実際に取り扱う中務省の典鑰や大蔵省・内蔵寮の主鑰を実質的に統率した。もともとは天皇直属の「下物職」であったらしく律令施行によって中務省に組み込まれた。下物職の名称は監物の別名として使われることがある。大・中・少の三員あったが中監物は廃止され替わりに監物主典（けんもつさかん）が設置されて事務を補助した。

## 職員
- 大監物（従五位下）1名
- 中監物（従六位上）4名・廃止
- 少監物（正七位下）4名
- 監物主典（従七位上）　新設
- 史生